# SN 2010ca
SN 2010ca – supernowa odkryta 20 marca 2010 roku w galaktyce A083831+1400. W momencie odkrycia miała maksymalną jasność 19,10m.